# GNU gettext
gettext est la bibliothèque logicielle du projet GNU qui sert à l'internationalisation de logiciels (i18n). Elle est couramment utilisée pour écrire des programmes multilingues.